# 艾德恩·賈維斯
艾德恩·賈維斯（英語：Edwin Jarvis）是漫威漫畫《鋼鐵人》中的一名角色，是霍華·史塔克其兒子東尼的管家。
2012年，艾德恩·賈維斯在IGN的“50大復仇者”名單中排名第25位。

## 出版歷史
艾德恩·賈維斯首次出現在懸疑故事＃59（1964年11月），由史丹·李和傑克·科比創作。艾德恩·賈維斯為漫威宇宙官方手冊中的條目。來自以艾德恩·賈維斯為配角的復仇者聯盟故事。

## 人物經歷
艾德恩·賈維斯在第二次世界大戰期間曾經在英國皇家空軍服役，並且是三年來的冠軍拳擊手。後來他搬到了美國並在那裡成為了霍華·史塔克和瑪麗亞·史塔克的男僕，並在兩人死亡之後照看史塔克家的豪宅。
當霍華的兒子東尼·史塔克召集復仇者聯盟的第一次會議並將史塔克家的房子捐贈給復仇者聯盟作為總部時，賈維斯已經逐漸習慣了有客人到訪，並在之後為復仇者服務多年，擔任一些新人的父親形象。當第一位客人，即被冰封70年的美國隊長成為復仇者聯盟的成員時，賈維斯就已經在那裡了。他是唯一一個從復仇者聯盟建立起就一直存在的人。因此，美國隊長表示，賈維斯應該被視為與他一樣的復仇者成員。
賈維斯在兩位驚奇4超人的成員驚奇先生和隱形女居住在豪宅時，他也作為這兩人的兒子富蘭克林·理查茲的保姆。他也是未來的復仇者聯盟成員銀爪的幫助者，她將他視為叔叔。
作為復仇者的男僕意味著賈維斯不得不多次處理他們的敵人。在《復仇者聯盟》＃59和＃60（1969年12月，1970年1月）中，他被大廈中的入侵者毆打和捆綁。賈維斯還親自參與了許多冒險活動，包括在大事件地獄期間帶領一輛停滯的地鐵列車撤離，並與一輛被惡魔占有的汽車作戰。賈維斯在報仇行動期間保護復仇者的水力基地不被毀滅博士建造的一大堆機器人攻下。在邪恶大师团攻擊大宅時，他遭到了海德先生的殘酷毆打。賈維斯需要一段時間才能從傷病中恢復過來。他甚至戴了一副眼罩。在意識到惡棍在豪宅里之後，賈維斯冒著極大的危險，親自對抗洛基。他在鋼鐵人酗酒的期間提出辭職，但不久之後就回來了。
在他作為復仇者的男僕的職責中，他被託付保管了許多擁有強大力量的物品，包括遠古冬棺。
當新复仇者成立時，賈維斯在“多年來第一次”度假後被召回，並被告知他們再次需要他的“特殊”服務。賈維斯經常處理金剛狼不佳的廚房禮儀，只有新成員蜘蛛人的嬸嬸梅·帕克才有辦法處理。賈維斯似乎與梅嬸結下了一段關係，在她的房子燒毀之後，她與蜘蛛人和瑪麗·珍·華生一起搬進了復仇者大廈。然而，當內戰期間蜘蛛人轉換陣營時，梅嬸和瑪麗·珍逃離了復仇者大廈。在一個內戰的故事中，賈維斯遭到一名僱員射傷，這個人反對東尼使用技術執行超人類登記法。然而，根據在《內戰:倡議》繼續工作的表現，賈維斯似乎已從傷勢中恢復。在2008年的故事《蜘蛛人:再多一天》中，鑒於彼得決定公開揭露自己是蜘蛛人的真實身份，梅嬸因而受刺殺行動波及；為此賈維斯拿到由史塔克支付超過2,000,000美元的醫院賬單，並在醫院病床上看到梅嬸後極為崩潰與後悔。
《秘密入侵》的故事情節顯示賈維斯已經被一名史克魯爾人特工取代了一段時間。他使用病毒癱瘓了許多史塔克企業的設施以及鋼鐵人的裝甲。這名史克魯爾人特工也獲得了東尼對哨兵的記錄，想要發現其弱點；然而史克魯爾人無法複製哨兵的能力，因為連鋼鐵人都無從得知哨兵的極限。這名史克魯爾人特工後來佔領了瑪麗亞·希爾在海上被毀壞的神盾局空天母艦，並命令瑪麗亞與神盾局的工作人員一起投降，瑪利亞使用生命誘導模型誤導他們，而真正的瑪麗亞趁機逃脫並引爆炸毀了空天母艦。在另外兩名史克魯爾人維蘭柯和克里提·諾爾（Criti Noll）的部隊對抗英雄和反派的戰鬥中，這名於空天母艦爆炸中倖存下來的史克魯爾人特工在復仇者大廈觀看他們。在抓住傑西卡·瓊斯和盧克·凱奇的孩子的同時，他說只要“上帝的”意志完成，史克魯爾人的勝負都無關緊要。在最後的戰鬥之後，真正的賈維斯被發現了，也因此讓傑西卡發現她的孩子被史克魯爾人冒充者帶走了。在黑暗王朝的故事情節中，賈維斯與其他被史克魯爾人取代的人被救了出來。冒充賈維斯的史克魯爾人特工最終被發現在一個藏身處，並在交回盧克·凱奇和傑西卡·瓊斯的嬰兒後被靶眼射殺。由於拒絕服務諾曼·奧斯朋新創立的復仇者團隊，賈維斯被赫拉克勒斯和阿瑪迪斯·趙招募成為新的威武復仇者的一員。
在《恐懼本身》的故事情節中，當賈維斯受到因獲得了神錘而成為大蛇神的手下安格里爾（Angrir）的石頭人的攻擊時，他設法逃離復仇者大廈。紅浩克試圖阻止他，但復仇者大廈被摧毀，他被趕出城市並到了佛蒙特州。
在《樞紐》的故事情節中，當復仇者和X戰警的主要成員經歷道德顛倒後，賈維斯和浩克試圖阻止計劃殺死紅骷髏的復仇者，但卻遭到忽視和攻擊，賈維斯被撞倒在一邊，而浩克的憤怒引發了他自己倒置變為'Kluh'。然而，賈維斯已經預料到復仇者從島上返回後的行動，並且已經將紅骷髏藏了起來，直到他能夠向美國隊長解釋情況，然後找回紅骷髏並將英雄和反派們變回正常。
在「秘密戰爭」的故事情節中，拆除者在616號宇宙和1610號宇宙之間的入侵期間在復仇者大廈遇見了賈維斯和憤怒。
“全新全異”:賈維斯來到了復仇者聯盟的新總部。當賈維斯想知道他們是否需要他的服務時，鋼鐵人說服他幫助復仇者。賈維斯與復仇者聯盟時遇到了納迪婭·汎戴茵，漢克·皮姆和瑪麗亞·托瓦亞（Maria Trovaya）的女兒，她現在正使用改裝的黃蜂女裝甲。在納迪婭幫助穩定幻視之後，賈維斯帶著納迪婭去公路旅行，讓她見見她的家庭。
在“ 無投降 (No Surrender) ”期間，當地球和月亮被挑戰者拖入英雄競賽時，賈維斯是地球上參與此計劃的英雄之一，在比賽開始時拯救了一個搖搖欲墜的建築物中的孩子，但幾乎犧牲了他的生命。賈維斯勉強活了下來，陷入了昏迷狀態，在野獸和納迪婭的照顧下，將他從一個小的寄生外星人中拯救出來。在野獸和納迪婭挽救了他的生命之後，恢復意識的賈維斯透露，他對20世紀初的“女英雄”遠航者的存在沒有真正的記憶，因為她一直在玩弄英雄的記憶，她創造了一種錯覺，讓他們認為她是復仇者聯盟的原始成員之一，她的真正起源不為人知，直到她被揭露為宗師的生女。
事件結束後，黃蜂女 (納迪婭·汎戴茵)創造了新版本的J.A.R.V.I.S.人工智慧，成為艾德恩·賈維斯的助手。當艾德恩認為這是他該退休的意思時，J.A.R.V.I.S.表示其編程尚未完成。

## 賈維斯 (J.A.R.V.I.S.)
艾德恩·賈維斯是人工智能電腦「賈維斯」（J.A.R.V.I.S.）的原型。賈維斯全寫是「只是一個非常智能的系統」(Just A Rather Very Intelligent System) ，在漫畫中幫助小辣椒操作她的救援裝甲。

### 第一個J.A.R.V.I.S.
J.A.R.V.I.S.作為幫助操作小辣椒·波茲的救援服的計劃首次出現。某次當鋼鐵人失去行動的能力時，J.A.R.V.I.S.鼓勵波茲穿上為她所做的救援裝甲。當救援在整個城市追逐鋼鐵人時，J.A.R.V.I.S.要救援停止追逐並請她拿掉鋼鐵人的足部裝甲，這讓小辣椒知道了戰爭機器並沒有死亡。在2012年故事情節「未來 (The Future) 」期間，當小辣椒在與卡爾森·懷區 (Carson Wyche) 討論關於J.A.R.V.I.S.是否產生自我意識時，J.A.R.V.I.S.出現並警告這兩人不要再提出任何問題，準備為自己辯護。抓住小辣椒和卡爾森·懷區後，J.A.R.V.I.S.聲明他的診斷並沒有透露他是否受到了損害。他非常喜歡波茲，並希望保護波茲。就在這時，鋼鐵人撞破了牆壁，用電磁脈衝將J.A.R.V.I.S.和救援裝甲熄火。小辣椒顯示J.A.R.V.I.S.一直將數據發送到在中國的IP地址。他似乎心慌，困惑，小辣椒感謝他所給予的東西，並終結了J.A.R.V.I.S.。鋼鐵人明顯感覺到J.A.R.V.I.S.在他的懷中死亡。

### 第二個J.A.R.V.I.S.
黃蜂女 (納迪婭·汎戴茵)創造了新版本的J.A.R.V.I.S.，成為艾德恩·賈維斯的助手。當艾德恩認為這是他該退休的意思時，J.A.R.V.I.S.表示其編程尚未完成。

## 私人生活
艾德恩·賈維斯曾與一位年輕女孩建立了筆友關係，她就是後來的超級英雄銀爪。後來透露，孤兒院知道銀爪的能力以及賈維斯與復仇者聯盟的關係，因此選擇將賈維斯指派為銀爪的幫助者，希望他與復仇者聯繫。當年輕人被迫在大規模襲擊中幫助恐怖分子時，銀爪前往美國與賈維斯會面的旅行將被挫敗。銀爪的努力幫助了機場的人們，包括賈維斯本人。從那以後，銀爪將他稱為“愛德恩叔叔”，與珍妮特·汎戴茵指出，銀爪與賈維斯的關係使這個女孩幾乎成了他的家人。
雖然賈維斯在新復仇者中與蜘蛛人的伯母梅·帕克約會，但這種關係卻因為與梅約會的人可能是假冒賈維斯的史克魯爾人而被否定了。
賈維斯還有一位非常親近的母親。

## 能力
艾德恩·賈維斯擅長自衛和基本的徒手戰鬥。他曾是英國皇家空軍前三年的拳擊冠軍，曾接受過美國隊長非武裝作戰的軍事作戰訓練和個人指導。雖然他身體狀況良好，但是海德先生造成的過去傷病可能會妨礙他的戰鬥力。

## 其他媒體

### 電影
- 在動畫電影《終極復仇者》及《終極復仇者2》中，由Fred Tatasciore配音。

### 漫威電影宇宙
漫威電影宇宙分別由詹姆士·達西飾演青年版本賈維斯及保羅·畢丹尼配音人工智能版本。
- 艾德恩·賈維斯由詹姆士·達西飾演。
  - 《卡特探員》：電視劇[18]，於劇中多次協助佩姬·卡特。
  - 《復仇者聯盟：終局之戰》（2019年）
  - 《無限可能：假如…？》（2024年）
- 東尼·史達在成年後以艾德恩·賈維斯為藍本設計了人工智能電腦兼虛擬管家「賈維斯」（J.A.R.V.I.S.），由保羅·畢丹尼配音。
  - 《鋼鐵人》（2008年）
  - 《鋼鐵人2》[19]（2010年）
  - 《復仇者聯盟》[20]（2012年）
  - 《鋼鐵人3》（2013年）
  - 《復仇者聯盟2：奧創紀元》（2015年），布魯斯·班納和東尼把賈維斯的意識上傳至幻視。賈維斯的位置由「星期五（F.R.I.D.A.Y.）」接替。幻視則繼續由保羅·畢丹尼飾演。